# آقطیان
آقطیان یا تیره شوند (Caprifoliaceae) تیره‌ای از خواجه‌باشی‌سانان (Dipsacales) است به صورت علفی یا درختچه‌ای، و دارای گل‌های دوتایی بر روی دمگل بلند.